# Merenco Capital B.V.
Merenco Capital B.V. fue una filial holandesa de Merifin Capital, un grupo de inversión de capital y asesoramiento fiscal y financiero con presencia en el Benelux, Suiza, Londres y Nueva York. Merifin Capital fue constituido en el año 1981.
Merifin Capital ha participado en rondas de financiación de compañías como Caffe Nero, Concentric Medical, Epam o Tam Airlines.
Merifin Capital estuvo presidida por el economista Neerlandés Coen Teulings, estando entre sus directivos el asesor fiscal Guillaume de Rham, vinculado a los papeles de Panamá y quien asesoró al hijo del presidente de Guinea Ecuatorial, Teodoro Obiang Nguema, siendo acusado de haber desviado 110 millones de euros entre 2004 y 2011 del Tesoro Público de Guinea Ecuatorial.

## Grupo Barada
La sociedad Holandesa Merenco Capital B.V. fue constituida en 1993 y desde entonces, como sociedad pantalla de José Antonio Roth, fue la máxima accionista de la inmobiliaria Grupo Barada, con sede en Madrid, hasta el año 2002, cuando empieza a reducir su participación a través de reducciones de capital. En 2003 sale completamente del accionariado.
En 2002, Barada, S.L., donde Merenco mantenía todavía el 47,37%, logra un beneficio de 7,1 millones de euros, mientras que Puertacerrada, S.L. (40%) reportó unos beneficios de 4,8 millones y Melden, S.A. (36,49%) unas perdidas de 0,8 millones.